# Странка радног народа
Странка радног народа (СРН) је странка основана 15. маја 1938. године као резултат настојања руководства Комунистичке партије Југославије (КПЈ) после Седмог конгреса Коминтерне да се оствари акционо јединство радничког покрета, а у оквиру тадашње опште оријентације комунистичког покрета на стварање народног фронта у борби против фашизма. Председник странке био је Божидар Аџија. Престала је с радом крајем 1940. године.

## Историјат
Почело се са стварањем легалне Јединствене радничке партије (ЈРП), о чему је Централни комитет КПЈ донео одлуку у лето 1935. године и чији су се иницијативни одбори почели стварати већ у јесен исте године у многим крајевима Југославије, након објављивања „Прогласа Иницијативног одбора“ о њеном стварању и у време преговора представника КПЈ с представницима Социјалистичке партије Југославије. 
Крајем 1936. и у току 1937. године, у вези са све већим наглашавањем националних специфичности радничког покрета, уследила је критика ЈРП као „јединствене“ оргнаизације, а касније се увидело би она била доста ограничена ако би остала само као радничка организација. Тако се дошло и до Странке радног народа, у време парламентарних избора крајем 1938. и у току 1939. године.
Странка је стварана под различитим називима као Радничка партија односно Странка радног народа (у Војводини, Србији, Босни и Херцеговини и Далмацији), Савез радног народа (словен. Zveza delavnega ljudstva), у Словенији или Радничко-сељачка странка, у Црној Гори. Значајан подстицај распрострањености иницијативних одбора ове странке и њеној активности дало је Саветовање Главног иницијативног одбора ЈРП које је, на иницијативу Јосипа Броза Тита, одржано средином маја 1938. године у Загребу. На Саветовању је донета Резолуција и „Проглас представника одбора за стварање Странке радног народа“.
Чланови Централног иницијативног одбора Странке радног народа били су — др Божидар Аџија, др Младен Ивековић, Франц Лескошек, Мирослав Пинтар, Љуба Радовановић и Веселин Маслеша. 
Настојања да се Странка радног народа укључи у Блок народног споразума остала су без резултата. Поновило се оно што се 1935. десило с Јединственом радничком партијом. Вођства опозиционих странака одбила су сарадњу са СРН. Стога је КПЈ на скупштинским изборима у јесен 1938. године иступила самостално преко Странке радног народа.
У току 1940. године, након појачаних мера репресије које је почела да спроводи Влада Цветковић-Мачек против радничког покрета, а и опасности кориштења СРН у фракционашкој делатности, руководство КПЈ је одлучило да би поред једне илегалне радничке партије, КПЈ, било тешко одржавати под илегалним условима и другу радничку партију, СРН. Због тога је на Петој земаљској конференцији КПЈ, октобра 1940, одлучено да Странка радног народа престане с радом.